# Fauchage raisonné

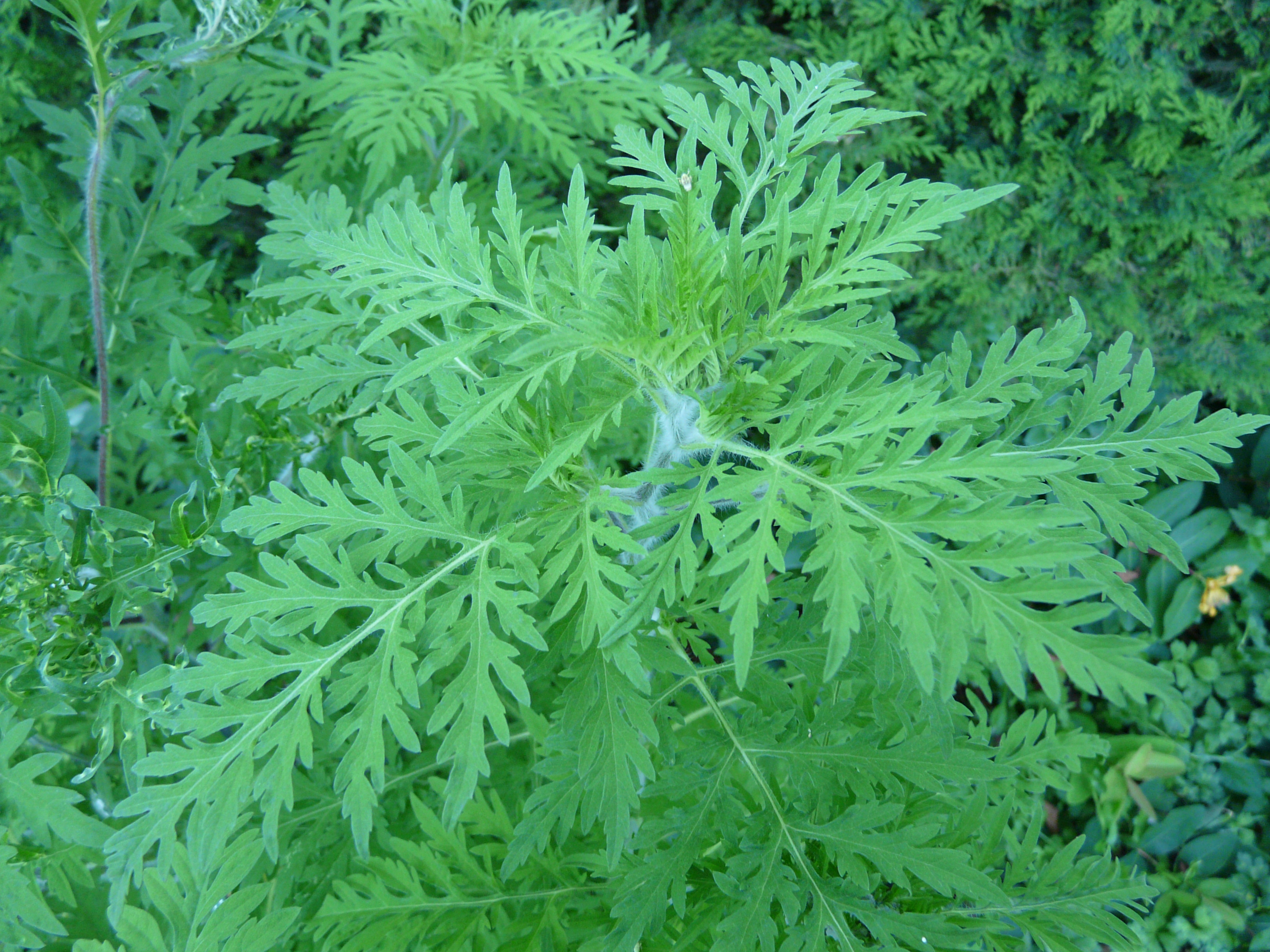
L'ambroisie, une plante allergisante qui peut faire l'objet de recherches et traitements ciblés.

Le fauchage raisonné est un fauchage planifié et rationalisé des bords d'infrastructures et de leur « dépendances vertes », destiné à améliorer la sécurité routière mais aussi, de plus en plus, à préserver, voire restaurer la biodiversité et les cycles de vie des plantes fauchées et des espèces (faune, flore, fonge, etc.) qui en dépendent. 
Il peut aussi s'agir de défavoriser les espèces invasives souvent présentes le long des axes de transports au profit d'espèces locales.

## Enjeux

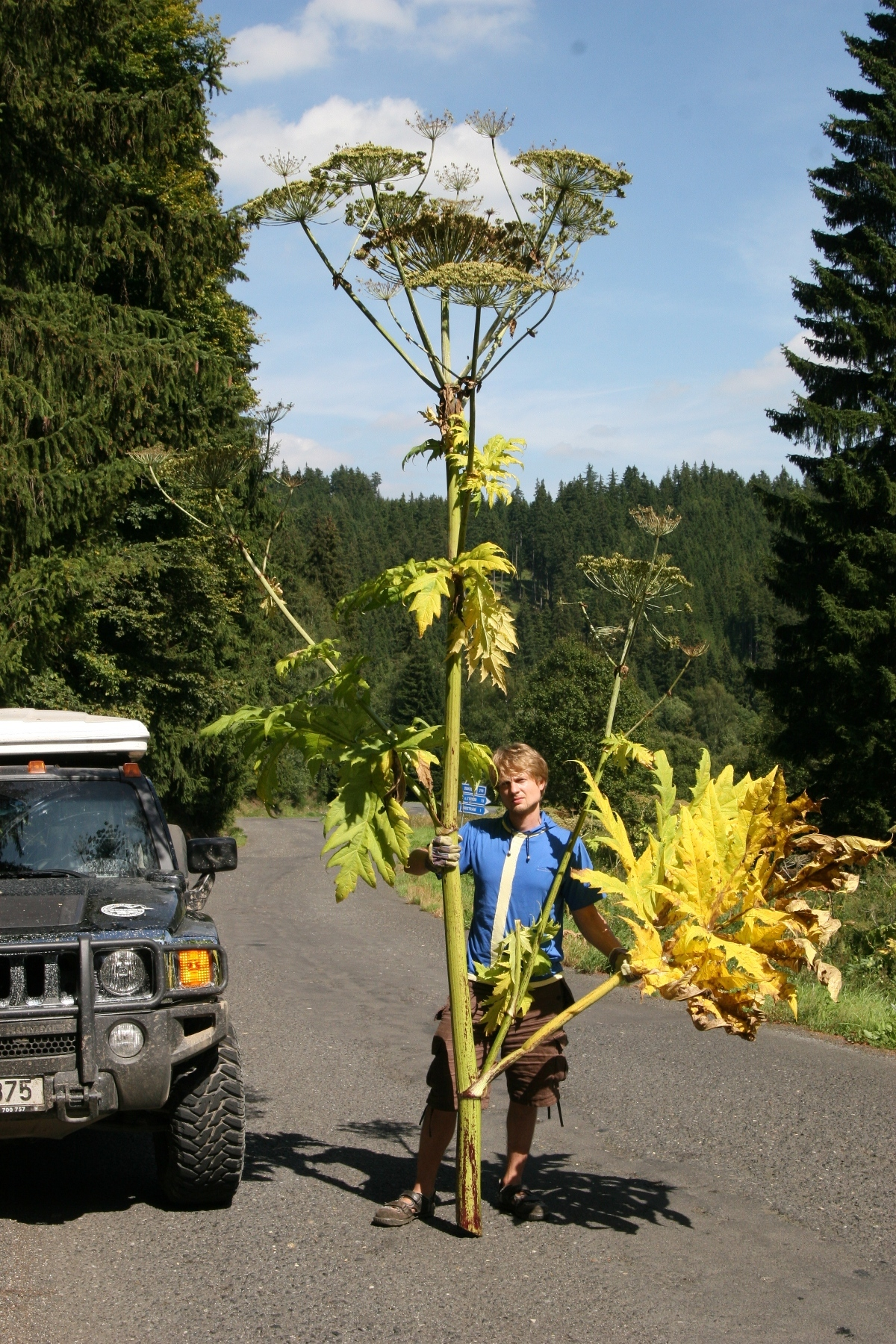
La berce du Caucase (Heracleum mantegazzianum), phototoxique, et considérée en Europe comme une espèce exotique envahissante ; elle peut atteindre 4 à 5 m de hauteur.

Le fauchage a d'abord un objectif de sécurité routière : une herbe trop haute en bord de route peut constituer un facteur d'accident pour l'usager : « perte de visibilité dans les courbes en cas de hauteur trop importante de la végétation, perte de visibilité des panneaux de signalisation, mauvaise compréhension de configurations de route (en carrefour, effet de mur,…) et réduction de la largeur perceptible de la route ». Il a aussi comme objectif le maintien de la viabilité du patrimoine routier : préserver la fonction hydraulique des fossés, éviter que les talus évoluent naturellement en broussailles.
Dans le contexte de lutte contre la perte de biodiversité, le fauchage raisonné a des enjeux environnementaux. Les bords de route constituent en effet des zones d'habitat ou refuge pour de nombreuses espèces de plantes et d'animaux (insectes, mammifères, d'oiseaux) en milieu agricole intensif, ils sont un élément de corridor biologique (trame verte) et un réservoir de biodiversité pour des taxons de petites tailles. Ainsi, le fauchage raisonné permet de limiter certains des effets directs et indirects, temporaires ou permanents, que la réalisation d'une route et des bermes associées a sur les écosystèmes terrestres et aquatiques : augmentation de la mortalité des espèces animales par collision avec les véhicules, modification des comportements animaux, altération de l'environnement physique (compactage, température, humidité du sol, lumière, poussière, ruissellement), pollution routière par altération de l'environnement chimique (rejets de métaux lourds qui ont un impact sur plusieurs dizaines de mètres, rejet de produits de salage, de polluants organiques tels que les dioxines et les polychlorobiphényles), diffusion d'espèces exotiques (stress des espèces indigènes), augmentation de l'altération et l'utilisation des habitats par l'Homme (effet anthropique tel que la fragmentation des écosystèmes). Cette fonction peut être améliorée par des pratiques de fauche adaptées. Inversement, la fonction de corridor peut être dégradée par des modes de gestion trop sévères ou inadaptés aux espèces. 
Le fauchage raisonné intègre parfois des objectifs de santé publique, par exemple en limitant la présente et la diffusion de plantes allergènes comme l'Ambroisie dans le sud est de la France, ou dangereuses comme la Berce du Caucase (Heracleum mantegazzianum), en plus d'assurer une meilleure visibilité des abords de la chaussée et des carrefours, des panneaux de signalisation, des accès riverains, etc.

## Techniques
Les plans de gestion peuvent associer diverses méthodes, tels que des fauchages précoces (qui peuvent favoriser ou défavoriser certaines plantes, ou densifier la végétation), ou  plus souvent des « fauchage tardifs » (qui laissent le temps aux plantes pour se reproduire), avec d'éventuelles parties non fauchées d'une année sur l'autre (« zone refuge » où les chrysalides de papillons pourront survivre). Le fauchage avec enlèvement des végétaux coupés est l'un des moyens pour inverser un phénomène d'eutrophisation d'un milieu trop riche en nitrates, phosphates ou autres nutriments.

## Gestion des risques
Les produits de fauche sont parfois consommés par du bétail, des animaux sauvages ou exportés pour produire du compost ou du biométhane. 
Des précautions sont à prendre avec ces produits car en bordure d'axe de transports fréquentés, autrefois fréquentés ou ayant subi des traitements chimiques, des accidents, etc., ils peuvent contenir des résidus de pollution routière. Ils étaient autrefois fréquemment contaminés par le plomb tétraéthyle de l'essence plombée (qui est ni biodégradable ni dégradable) notamment aux abords des autoroutes et grands axes. Ils le sont parfois par des pesticides (le glyphosate a souvent été utilisé en bord de route), et les épandages de champs voisins peuvent avoir contaminé des talus, fossés et accotements routiers. Enfin, le salage routier, ou peut-être parfois de l'amiante libéré par des enrobés en contenant ou provenant des freins de véhicules, les catalyseurs du groupe du platine perdus par les pots catalytiques, le cadmium des pneus sont des contaminants possibles , etc.. 
Le projet CARMEN financé par l'ADEME a récemment (2017) analysé les principaux contaminants d’herbages provenant de 7 zones de fauches de bords de route (dont 4 pratiquant la fauche avec exportation depuis plusieurs années). Ces sites correspondaient à des trafics variés. Les contaminants recherchés par l'INERIS dans les produits de fauche étaient les métaux de la norme NF U 44-051, 19 hydrocarbures aromatiques polycycliques et les macro et micro-déchets indésirables). L'étude a aussi porté sur le comportement de ces contaminants lors de la méthanisation en mélange en proportions différentes avec des effluents d’élevage (test faits à l'UniLaSalle). L'étude n'a pas détecté de problèmes particuliers, sauf un taux de zinc dépassant les normes en cas d'épandage dans une zone de forte circulation (périphérique de Rennes). Elle a montré que les HAP sont souvent peu présents (généralement <0,01 mg/kg MS) contaminations varient selon la saison et sans liens très nets avec le trafic routier. Les taux de chrome étaient plus élevés au printemps dans les prélèvements faits en Mayenne, de même pour le zinc très élevé sur les échantillons de Rennes (40 à 80 000 véhicules/jour) en fin d’été, au point de rendre impossible l'épandage des digestats sur champs dans ce cas.

## Application

### En France
En France, le fauchage raisonné est mis en œuvre par un certain nombre de départements lors de l'entretien des accotements routiers. En plus de l'aspect écologique, il a alors également pour but de prendre en compte l'aspect économique du fauchage. En France ce sont les conseils départementaux qui assurent le fauchage en envoyant, lors de périodes précises, des tracteurs équipés d'épareuses.

### En Wallonie
En Belgique, 230 communes de la Région wallonne participent depuis 2006 à un programme dit de « fauchage tardif », qui concerne 16 000 km des bords de routes sur les 120 000 que compte la Wallonie. Les bords de routes concernés couvrent plus de 2 000 ha. « Le programme a pour but de préserver la nature sur les talus et accotements des routes », qui « permettent aux plantes d'accomplir leur cycle végétatif complet » et « servent aussi d'abris et de source de nourriture à une cohorte d'insectes ».